# Castrelos
Castrelos é uma aldeia portuguesa do Município de Bragança que foi sede da extinta Freguesia de Castrelos, freguesia que tinha 19,03 km² de área e 127 habitantes (2011), e, por isso, uma densidade populacional de 6,7 hab/km².
A Freguesia de Castrelos foi extinta em 2013, no âmbito de uma reforma administrativa nacional, tendo sido agregada à freguesia de Carrazedo, para formar uma nova freguesia denominada União das Freguesias de Castrelos e Carrazedo da qual é a sede.

## População
| População da freguesia de Castrelos | População da freguesia de Castrelos | População da freguesia de Castrelos | População da freguesia de Castrelos | População da freguesia de Castrelos | População da freguesia de Castrelos | População da freguesia de Castrelos | População da freguesia de Castrelos | População da freguesia de Castrelos | População da freguesia de Castrelos | População da freguesia de Castrelos | População da freguesia de Castrelos | População da freguesia de Castrelos | População da freguesia de Castrelos | População da freguesia de Castrelos |
| ----------------------------------- | ----------------------------------- | ----------------------------------- | ----------------------------------- | ----------------------------------- | ----------------------------------- | ----------------------------------- | ----------------------------------- | ----------------------------------- | ----------------------------------- | ----------------------------------- | ----------------------------------- | ----------------------------------- | ----------------------------------- | ----------------------------------- |
| 1864                                | 1878                                | 1890                                | 1900                                | 1911                                | 1920                                | 1930                                | 1940                                | 1950                                | 1960                                | 1970                                | 1981                                | 1991                                | 2001                                | 2011                                |
| 451                                 | 496                                 | 452                                 | 477                                 | 482                                 | 497                                 | 505                                 | 497                                 | 509                                 | 437                                 | 328                                 | 332                                 | 273                                 | 186                                 | 127                                 |